# ProPix
ProPix（プロピックス）は、シャープ製のカメラ付き携帯電話・スマートフォンに搭載されている画像処理エンジンで、またシャープの登録商標でもある。1000万画素以上は「AQUOS SHOT」ブランドとなる。

## 搭載機種
- docomo
- AQUOS SHOT
  - SH-06A 1000万画素
  - SH-01B 1210万画素
  - SH-07B 1210万画素(フルHD動画撮影対応)
  - SH-01C 1410万画素(同上)
  - SH-05C 1410万画素(同上)
  - SH-10C 1610万画素(同上)
  - SH-03D 1610万画素(同上)
- SoftBank
- AQUOS SHOT
  - 933SH 1000万画素
  - 940SH 1210万画素
  - 945SH 1210万画素
  - 002SH 1410万画素
- au（KDDI／沖縄セルラー電話）
- AQUOS SHOT
  - SH003 1210万画素
  - SH006 1210万画素
  - SH008 1210万画素
  - SH010 1410万画素

## 1000万画素数以下のカメラを搭載した端末(AQUOS SHOTではない端末)
- docomo
  - SH-01A 800万画素
  - SH-03A 800万画素
  - SH-05A 800万画素
  - SH-07A 1000万画素(AQUOSケータイのため冠はしていない)
  - SH-08A 800万画素
  - SH-02B 800万画素
  - SH-04B 800万画素
  - SH-08B 800万画素
  - SH-02C 957万画素
  - SH-03C 957万画素
  - SH-04C 957万画素
- SoftBank
  - 930SH 800万画素
  - 932SH 800万画素
  - 934SH 800万画素
  - 935SH 800万画素
  - 936SH 800万画素
  - 941SH 800万画素
  - 942SH 800万画素
  - 943SH 800万画素
  - 944SH 800万画素
  - 003SH 957万画素
  - 004SH 957万画素
  - 005SH※(CMOS)
- au（KDDI／沖縄セルラー電話）
  - SH001 800万画素
  - SH004 800万画素
  - SH007 800万画素
  - IS03 957万画素
  - SH009 800万画素
  - SH011 957万画素